# Lachnoniptus lindae
Lachnoniptus lindae là một loài bọ cánh cứng trong họ Ptinidae. Loài này được Philips miêu tả khoa học năm 1998.